# E77

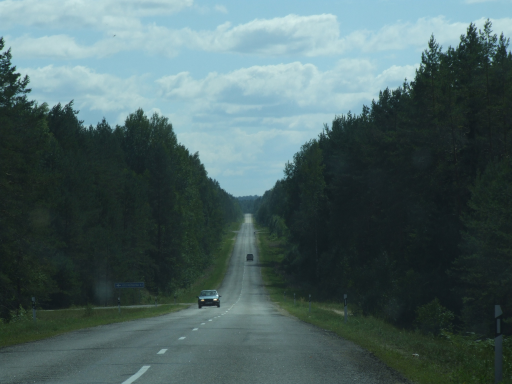
E77 i Lettland.

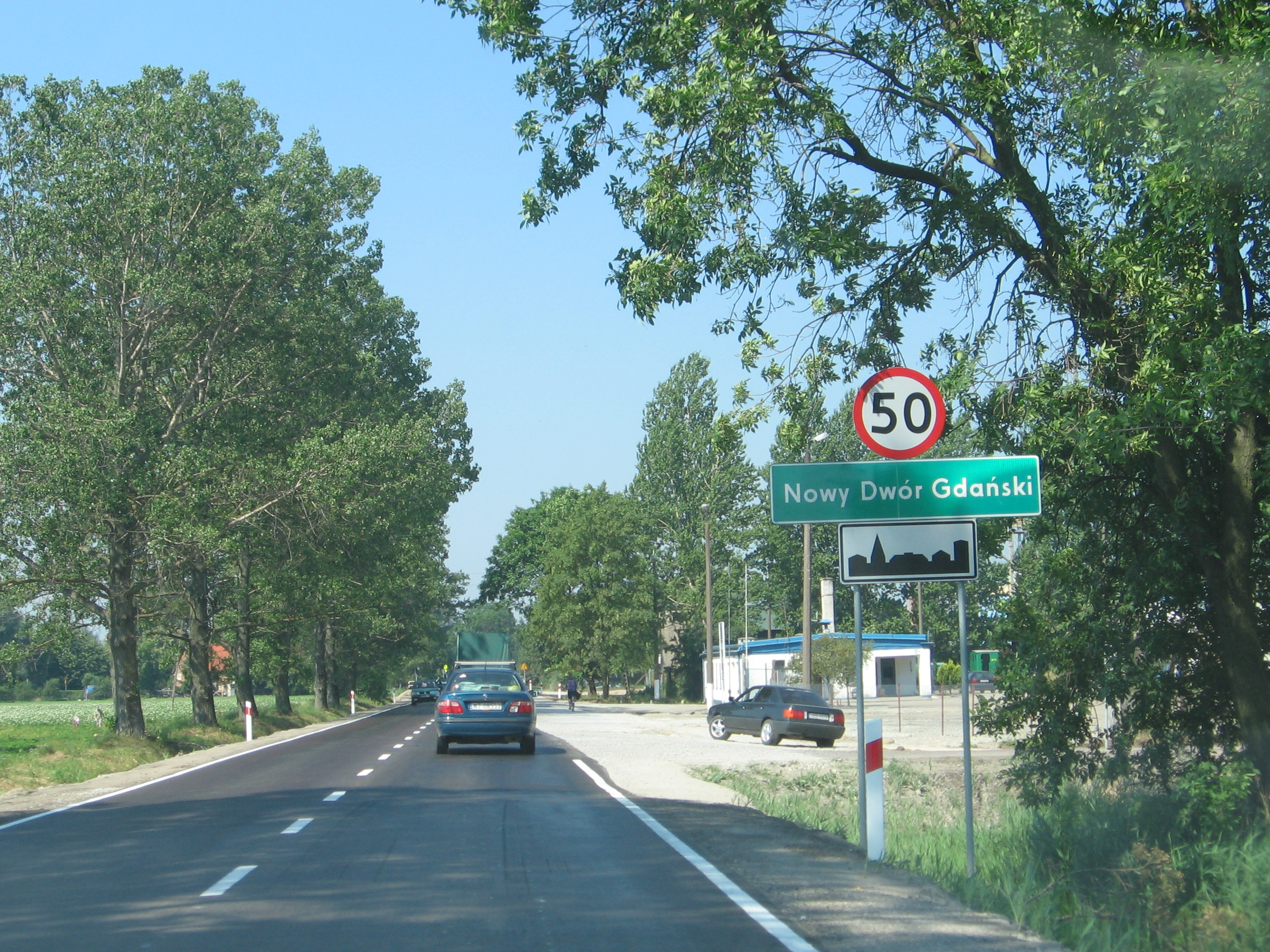
E77 i Nowy Dwór Gdański mellan Gdańsk - Elbląg 2006. Vägen är numera helt ombyggd och har blivit motorväg.

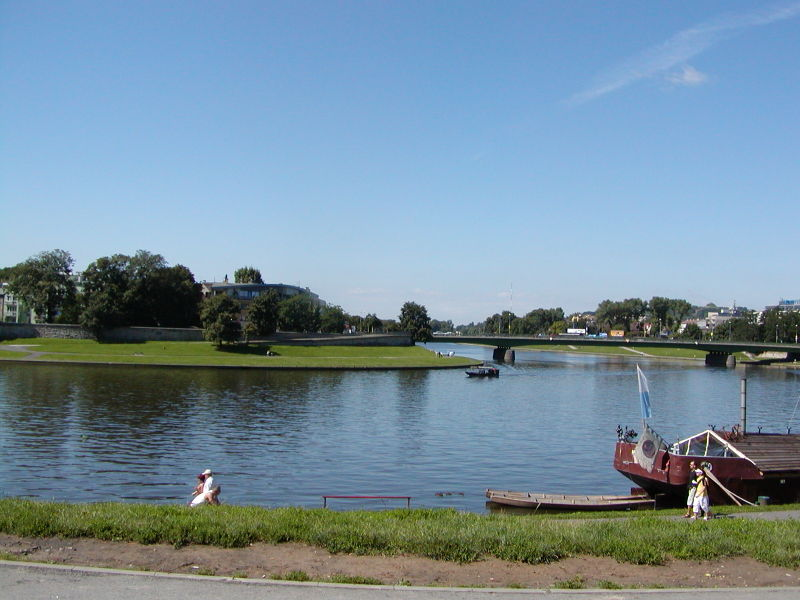
E77 på bron över Wisła i Kraków.

E77 eller Europaväg 77 är en europaväg som börjar i Pskov i Ryssland, går via Estland, Lettland, Litauen, den ryska Kaliningradregionen, Polen och Slovakien och som slutar i Budapest i Ungern.

## Sträckning
Pskov - (gräns Ryssland-Estland) - Luhamaa - (gräns Estland-Lettland) - Riga - (gräns Lettland-Litauen) - Šiauliai - (gräns Litauen-Ryssland) - Tolpaki - Kaliningrad - (lucka) - Gdańsk - Elbląg - Warszawa - Radom - Kraków - (gräns Polen-Slovakien) - Trstená - Zvolen - (gräns Slovakien-Ungern) - Budapest.
Enligt FN-konventionen har vägen en lucka mellan Kaliningrad och Gdańsk (ingen färja). Det finns dock en väg här, E28, som passerar Elbląg, där E77 passerar söder om Gdańsk. Om E77 dragits denna väg (utan att förkortas) hade E77 haft en vändpunkt i Gdańsk då den vänt där och gått tillbaka till Elbląg. E77 gick under 1980-talet endast Gdańsk-Budapest. Sträckan Pskov-Kaliningrad är 665 kilometer, och sträckan Gdańsk-Budapest 1 025 kilometer, summa 1 690 kilometer.

## Standard
E77 är delvis landsväg och delvis motorväg.

## Anslutande europavägar
| - E95 - E263 - E67 två gånger - E22 - E272 - E85 |  | - E28 - E75 - E30 - E371 - E40 - E462 |  | - E50 - E571 - E572 - E71 |